# Drepanocerus kirbyi
Drepanocerus kirbyi är en skalbaggsart som beskrevs av Kirby 1828. Drepanocerus kirbyi ingår i släktet Drepanocerus och familjen bladhorningar. Inga underarter finns listade i Catalogue of Life.